# Festival Dranouter
Festival Dranouter, tot 2010 bekend als Folk Dranouter, is een festival dat elke zomer gehouden wordt in het dorpje Dranouter in de Belgische provincie West-Vlaanderen, traditioneel het eerste volledige weekend van augustus. In zijn genre is Dranouter het grootste festival van Europa.
In 1975 startte het festival met enkele groepen op de speelplaats van het plaatselijke schooltje. In 40 jaar is het festival uitgegroeid tot een evenement met 5 podia. De festiviteiten duren officieel 3 dagen, al is er ook een vooravond voorzien.
Naast traditionele folkgroepen staan er de laatste jaren steeds vaker enkele bekende namen op het programma. Het festival is ook bekend omwille van de gezellige, dorpse, ongedwongen sfeer.
Sinds 2005 bestaat er ook Dranouter aan zee. Dit is voortgekomen uit Uitblazen, een reeks evenementen die in die zomer aan de kust plaatsvonden. De nieuwe naam is tegenwoordig Festival aan zee en wordt georganiseerd in samenwerking met De Panne. Voorafgaand aan het weekend vindt op donderdag op dezelfde locatie ook het BAD belevingsfestival plaats voor personen met een beperking.
Naast het enorme muziekaanbod wordt ook aandacht besteed aan het milieu. In 2008 werd voor het eerst afvalwater van een festival gezuiverd (met actieve kool), een primeur in de festivalwereld. Conform de milieuvergunning is dit voor de komende 20 jaar voorzien.
In 2014 won vzw Festival Dranouter de OVAM GroeneVent Award als beloning voor hun inzet op duurzaamheid. In 2017 kreeg de vzw deze prijs nog eens.
In de schoot van de festivalwerking ontstond rond de eeuwwisseling VZW Muziekcentrum Dranouter, een folkclub met cafe-restaurant, die het hele jaar door folkconcerten aanbiedt.

## Hoofdacts
- 1987: Steeleye Span
- 1988: Billy Bragg
- 1989: Richard Thompson
- 1990: Luka Bloom
- 1991: Suzanne Vega, The Dubliners
- 1992: Marianne Faithfull, Zap Mama, Christy Moore
- 1993: Altan, The Pogues, Indigo Girls
- 1994: Khaled, Alan Stivell, Steeleye Span
- 1995: Jo Lemaire, Los Lobos, Mary Black
- 1996: Elvis Costello, The Corrs, Emmylou Harris
- 1997: Sinéad O'Connor, Levellers, Axelle Red, The Chieftains, Márta Sebestyén
- 1998: Heather Nova, Patti Smith, Van Morrison
- 1999: Nick Cave, I Muvrini, James Taylor, John Hiatt, Levellers, Steeleye Span
- 2000: Lou Reed, Robert Plant, 16 Horsepower, Axelle Red, The Chieftains, Alan Stivell
- 2001: Novastar, Flip Kowlier, Admiral Freebee, Youssou N'Dour
- 2002: Patti Smith, Buena Vista Social Club, Indigo Girls, Ozark Henry, Willem Vermandere, Zita Swoon
- 2003: Hooverphonic, Gabriel Ríos, Arno, Flip Kowlier, Admiral Freebee, Levellers
- 2004: Laïs, De Nieuwe Snaar, Sioen met gast Toots Thielemans, Kadril, Sam Bettens, Starsailor, Alan Stivell, Mafalda Arnauth
- 2005: Lou Reed, Novastar, Gorki, Marianne Faithfull, Christy Moore, The Proclaimers, Flip Kowlier, Arsenal
- 2006: Hooverphonic, Luka Bloom, Gabriel Ríos, Emmylou Harris, Jamie Cullum, DAAN, Spinvis
- 2007: Axelle Red, DJ Shantel, Isobel Campbell & Mark Lanegan, Levellers, Sinéad O'Connor, Starsailor, Toumani Diabaté, Tunng, Admiral Freebee, Absynthe Minded
- 2008: Arsenal, Loreena McKennitt, Boudewijn de Groot, Billy Bragg (solo), Ozark Henry, Suzanne Vega, Tori Amos, Värttinä, Laïs, Eva de Roovere
- 2009: K's Choice, Bart Peeters, Novastar, Sioen, Yevgueni, Flogging Molly, Milow, Richard Thompson, Selah Sue, The Chieftains, Flip Kowlier, Jasper Erkens, Venus In Flames
- 2010: Absynthe Minded, Gorki, Stijn Meuris, Vaya Con Dios, Tsiganisation Project, Paolo Conte, Anouk, Willem Vermandere, dEUS, DAAN, Solomon Burke, Joss Stone & The Pogues
- 2011: Milow, Ben Harper, Lady Linn, Amy Macdonald, Balthazar, Salvatore Adamo, Ozark Henry, Arsenal, Hannelore Bedert, Eva De Roovere, Zjef Vanuytsel, Ben l'Oncle Soul
- 2012: Absynthe Minded, Goran Bregović: (wedding and funeral musicband), Het Zesde Metaal, School is Cool, Bart Peeters
- 2013: Agnes Obel, Arno, Daan, The Black Box Revelation, De Dolfijntjes, Amatorski, De Nieuwe Snaar, Bent Van Looy, Wouter Deprez, Shantel
- 2014: Laïs, Novastar, Gabriel Ríos, Billy Bragg, Tsiganisation Project, Hannelore Bedert, Flip Kowlier, Richard Thompson
- 2015: Bart Peeters, The Magic Numbers, Asaf Avidan, Intergalactic Lovers, Het Zesde Metaal, Triggerfinger, Calexico, Flogging Molly, Jan De Wilde
- 2016: Michael Kiwanuka, Suzanne Vega, Emiliana Torrini, Tourist LeMC, Trixie Whitley, ZAZ, Yevgueni, Afro Celt Sound System, An Pierlé, Balthazar, Bent Van Looy, Guido Belcanto, Le Vent Du Nord
- 2017: Gregory Porter, Bazart, Doe Maar, Daniel Norgren, Warhaus, Het Zesde Metaal, J. Bernardt, Brihang, DAAU, Kommil Foo, Raymond Van Het Groenewoud
- 2018 Passenger, Selah Sue, Gogol Bordello, Jake Bugg, Goran Bregovic, Intergalactic Lovers, Willem Vermandere, Angèle, Absynthe Minded, 't Hof Van Commerce, Les Négresses Vertes, The Mavericks, Milow, Faces On TV
- 2019 The Kooks, Tourist LEMC, Black Box Revelation, Tom Odell, Novastar, Jasper Steverlinck, SX, Joan as Police Woman, Dead Man Ray, Alan Stivell, Geike, Jan de Wilde, Sarah Jane Scouten, Finn Andrews, Maz ...
- 2021 (Zomersessies XL) Brihang, Stef Kamil Carlens, Flip Kowlier, Novastar, Roosbeef, Kadril, etc.
- 2021 (Zomersessies XL) Bart Peeters, De Dolfijntjes, Eefje de Visser, Hooverphonic, etc.
- 2022: Het Beste van't Westen (feat. Flip Kowlier, Wannes Cappelle, Brihang, Wim Willaert, Wim Opbrouck), ZAZ, Tourist le Mc, SX, Sylvie Kreusch, Rodrigo y Gabriela, Tindersticks, etc.
- 2023: Bazart, Merol, Jungle by Night, Black Box Revelation, Selah Sue, Laïs, Jonathan Jeremiah, Eliza Carthy, etc.
- 2024: Het Zesde Metaal, Froukje, Portland, Compact Disk Dummies, Brihang, Goose, Suzanne Vega, Novastar, Kommil Foo, etc.

## Boer Keunink
Sinds 1975 wordt het festival gehouden op het land van Lucien Deconinck aan de Koudekotstraat te Dranouter. "Boer Keunink", zoals hij werd genoemd, hielp mee met de voorbereidingen van het festival en met het opruimen nadien. In Vlaamse folkkringen had hij de status van boer Max Yasgur in Woodstock. Boer Keunink overleed in mei 2012 op 79-jarige leeftijd.

## Dranouter trail
In 2022 organiseerde Dranouter Festival een loopparcours op en langs de festivalweide en over het hoofdpodium. Dat is een primeur in België. Het parcours was 7 kilometer lang. Onderweg werden de lopers aangemoedigd door dj's, muzikanten en straattheaterartiesten.